# Тугалово
Тугалово — село в Уватском районе Тюменской области России. Административный центр и единственный населённый пункт Тугаловского сельского поселения.

## География
Село находится в северной части Тюменской области, в пределах юго-восточной части Западно-Сибирской равнины, на левом берегу реки Иртыш, на расстоянии примерно 80 километров (по прямой) к северо-востоку от села Уват, административного центра района. Абсолютная высота — 35 метров над уровнем моря.
Климат
Климат характеризуется как континентальный, с длительной (около 5 месяцев) морозной зимой и тёплым достаточно продолжительным (3 — 3,5 месяца) летом. Средняя многолетняя температура самого холодного месяца (января) составляет −21 — −19 °С, температура самого тёплого (июля) — около 17 °С. Безморозный период длится в течение 110—120 дней. Средняя продолжительность периода с температурой выше 10 °С составляет 92—110 дней, а период с температурой выше плюс 15 °С — 60—70 дней.
Часовой пояс
Село Тугалово, как и вся Тюменская область, находится в часовой зоне МСК+2. Смещение применяемого времени относительно UTC составляет +5:00.

## Население
| 2010 | 2012 | 2013 | 2014 | 2015 | 2016 | 2017 |
| ---- | ---- | ---- | ---- | ---- | ---- | ---- |
| 202  | →202 | ↗203 | ↗206 | ↘198 | ↗200 | ↗204 |
| 2018 | 2019 | 2020 | 2021 |      |      |      |
| ↘203 | ↗206 | ↘204 | ↘126 |      |      |      |

Половой состав
По данным Всероссийской переписи населения 2010 года в гендерной структуре населения мужчины составляли 51,5 %, женщины — соответственно 48,5 %.
Национальный состав
Согласно результатам переписи 2002 года, в национальной структуре населения русские составляли 98 % из 199 чел.